# ماثيو نيدهام
ماثيو نيدهام (بالإنجليزية: Matthew Needham؛ مواليد 13 أبريل 1984) هو ممثل بريطاني.
قام بالعزف على خشبة المسرح لشركة شكسبير الملكية، رويال كورت، المسرح الوطني، مسرح ألميدا، وشكسبير غلوب، وتم ترشيحه لجائزة إيان تشارلزون 2011.

## وصلات خارجية
- Matthew Needham في قاعدة بيانات الأفلام على الإنترنت (بالإنجليزية)

ماثيو نيدهام على موقع IMDb (الإنجليزية)
- ماثيو نيدهام على موقع ميتاكريتيك (الإنجليزية)
- ماثيو نيدهام على موقع روتن توميتوز (الإنجليزية)
- ماثيو نيدهام على موقع ألو سيني (الفرنسية)
- ماثيو نيدهام على موقع أول موفي (الإنجليزية)
- ماثيو نيدهام على موقع قاعدة بيانات الفيلم (الإنجليزية)